# بورس معاملات اختیار و آتی شیکاگو
بورس معاملات اختیار و آتی شیکاگو (انگلیسی: Chicago Board of Trade) که در ۳ آوریل ۱۸۴۸ تأسیس شد، یکی از قدیمی‌ترین مبادلات آتی و اختیارات جهان است. [۱] در ۱۲ ژوئیه ۲۰۰۷ با بورس کالا شیکاگو (CME) ادغام شد و گروه CME را تشکیل داد